# John Patrick Hopkins

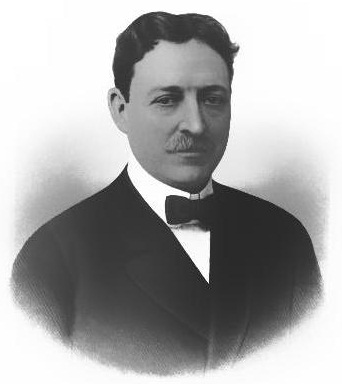
John Patrick Hopkins

John Patrick Hopkins (* 29. Oktober 1858 in Buffalo, New York; † 13. Oktober 1918 in Chicago, Illinois) war ein US-amerikanischer Politiker. Zwischen 1893 und 1895 war er Bürgermeister der Stadt Chicago.

## Werdegang
Über die Jugend und Schulausbildung von John Hopkins ist nichts überliefert. Er kam zu einem nicht überlieferten Zeitpunkt nach Chicago. Im Jahr 1880 arbeitete er für die Pullman Palace Car Co.  1888 gründete er die Arcade Trading Co., aus der die Secord and Hopkins Co. entstand. Gleichzeitig schlug er als Mitglied der Demokratischen Partei eine politische Laufbahn ein. In den Jahren 1892 und 1904 nahm er als Delegierter an den jeweiligen Democratic National Conventions teil.
Im Jahr 1893 wurde Hopkins zum Bürgermeister von Chicago gewählt. Dieses Amt bekleidete er zwischen 1893 und 1895. Seine Amtszeit verlief ohne besondere Vorkommnisse. Er starb am 13. Oktober 1918 in Chicago an der damals grassierenden Grippe.